# Jaskinia Wielka Strąka
Jaskinia Wielka Strąka – jaskinia w skale powyżej Rozwalistej Turni w orograficznie lewym zboczu Doliny Kobylańskiej. Pod względem geograficznym jest to obszar Wyżyny Olkuskiej wchodzący w skład Wyżyny Krakowsko-Częstochowskiej, administracyjnie znajduje się w obrębie wsi Kobylany, w gminie Zabierzów, w powiecie krakowskim, w województwie małopolskim.

## Opis jaskini
Jaskinia znajduje się w pobliżu szczytu Rozwalistej Turni, około 30 m nad dnem doliny. Ma spory otwór o wschodniej ekspozycji. Zaraz za nim jest niewielka salka, która na przeciwległym końcu zamienia się w coraz ciaśniejszy korytarzyk z zaciskiem. Za nim znajduje się częściowo wypełnionym głazami komin. Przeciskając się między głazami można dotrzeć do drugiego, ciasnego otworu na drugiej stronie grzbietu.
Jest to jaskinia krasowa utworzona w wapieniach pochodzących z jury późnej. Jej spąg przykrywa skalny rumosz zmieszany z glebą i próchnicą. Nacieki są zwietrzałe. Większa  część jaskini jest widna. W pobliżu otworu wejściowego i w salce rozwijają się glony, mchy, paprocie z rodzaju zanokcica (Asplenium) i rośliny zielne. W jaskini obserwowano muchówki, ślimaki i pająki z rodzaju sieciarz (Meta).
Tuż obok znajduje się w innej skałce pod okapem Schronisko Wielka Strąka, a w Rozwalistej Turni Dziupla w Rozwalistej Turni, Okap w Rozwalistej Turni i Szczelina w Rozwalistej Turni.

## Historia poznania i eksploatacji
Jaskinia znana była od dawna. Pierwszy raz opisał ją Gotfryd Ossowski w 1879 roku, który przeprowadził w niej badania archeologiczne. W 1880 r. sporządził pierwsze sprawozdanie z badań w jaskini. Znalazł w niej ślady zamieszkiwania przez ludzi w okresie przedhistorycznym. M.in. były to ceramika grupy malickiej i pleszewskiej (kultura lendzielska) oraz neolityczne wyroby krzemienne. W 1948 r. Z. Durczewski znalazł jeszcze ceramikę kultury łużyckiej. Dokumentację jaskini sporządził Kazimierz Kowalski w 1951 r., ale wówczas jeszcze nie była ona w całości znana. 25 maja 2003 r. J. Nowak i M. Szot oczyścili korytarzyk z gruzu i po raz pierwszy przeszli całą jaskinię. Oni też sporządzili aktualną dokumentację i plan jaskini.

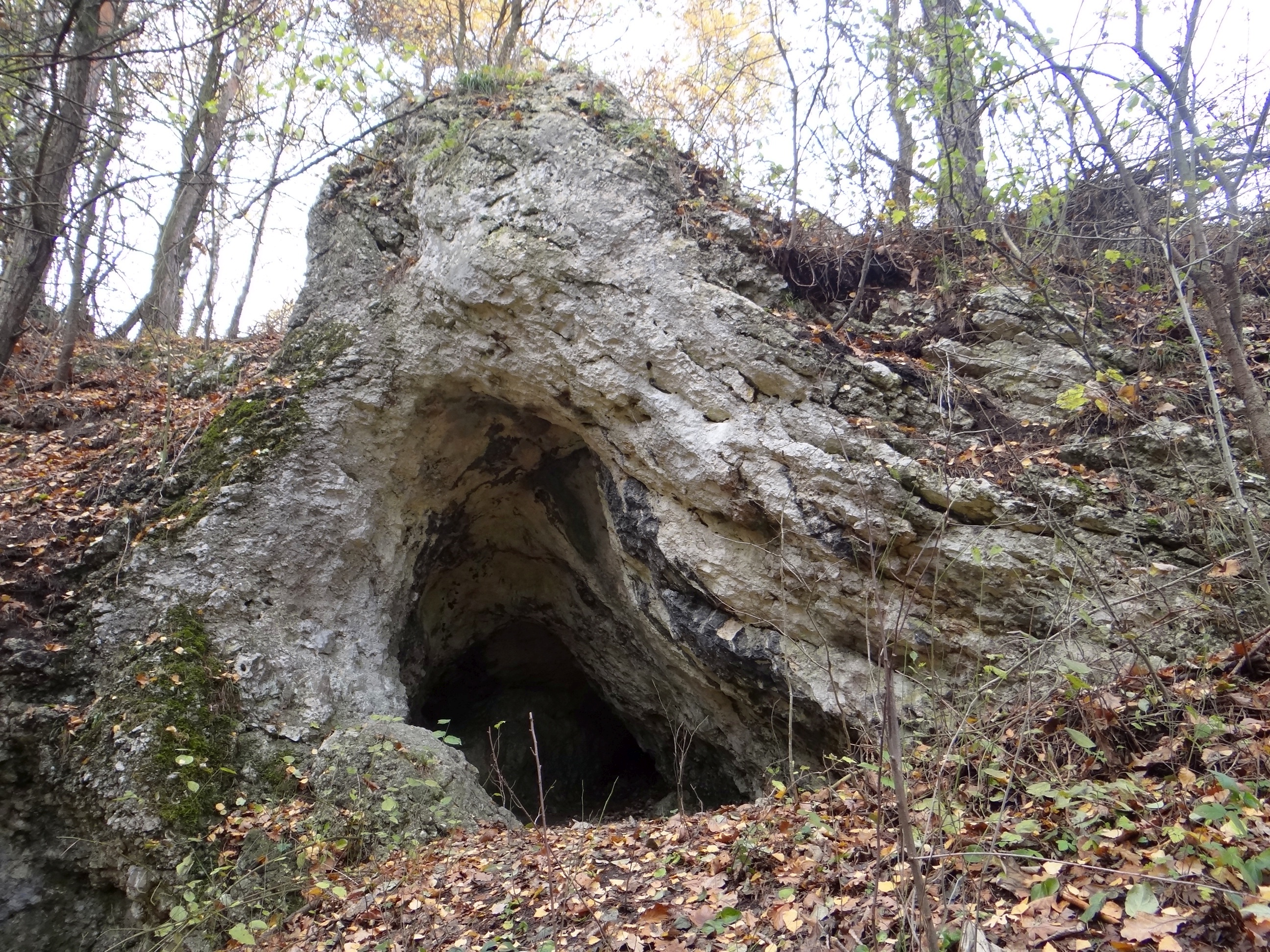
Otwór
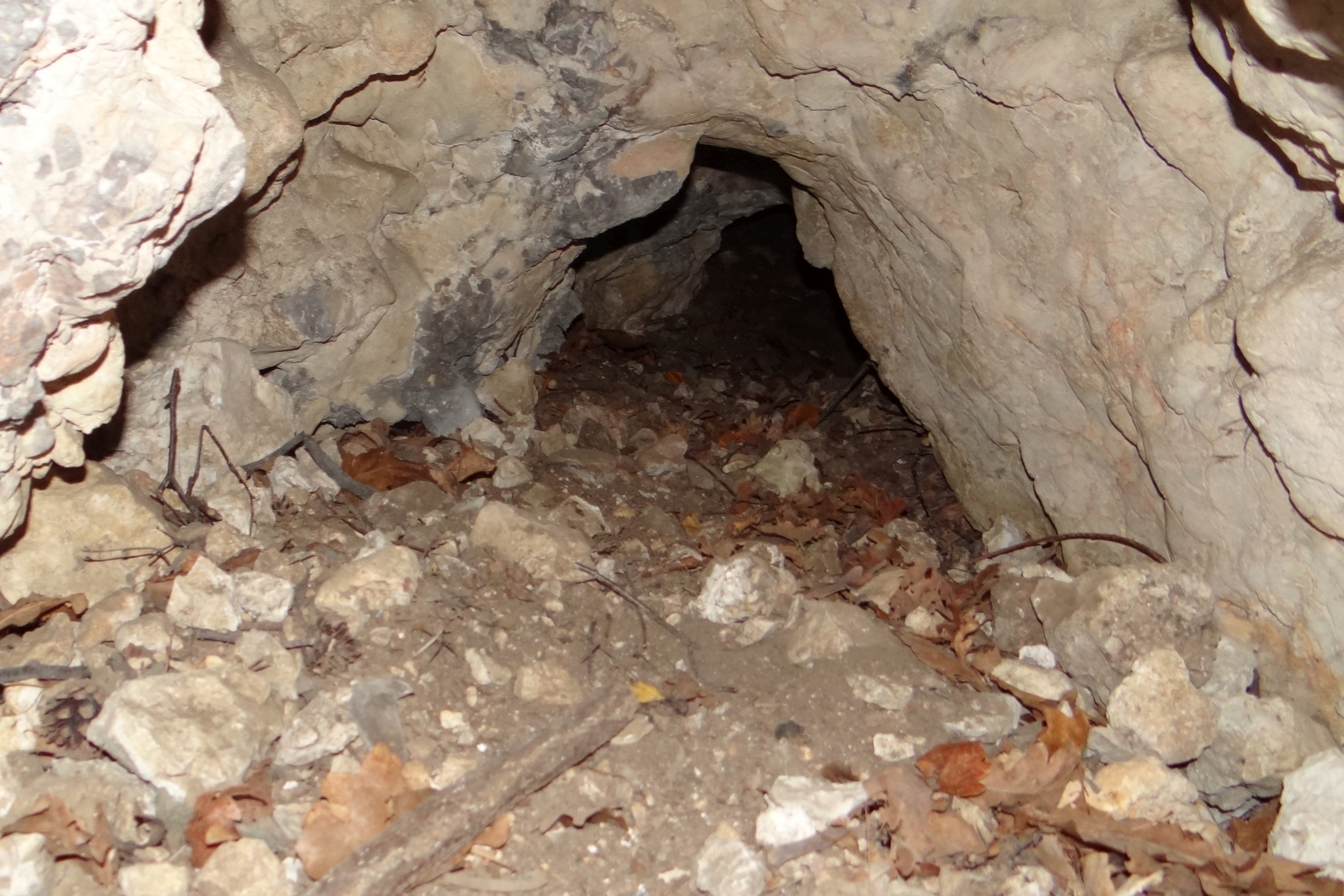
Salka i wejście do korytarzyka
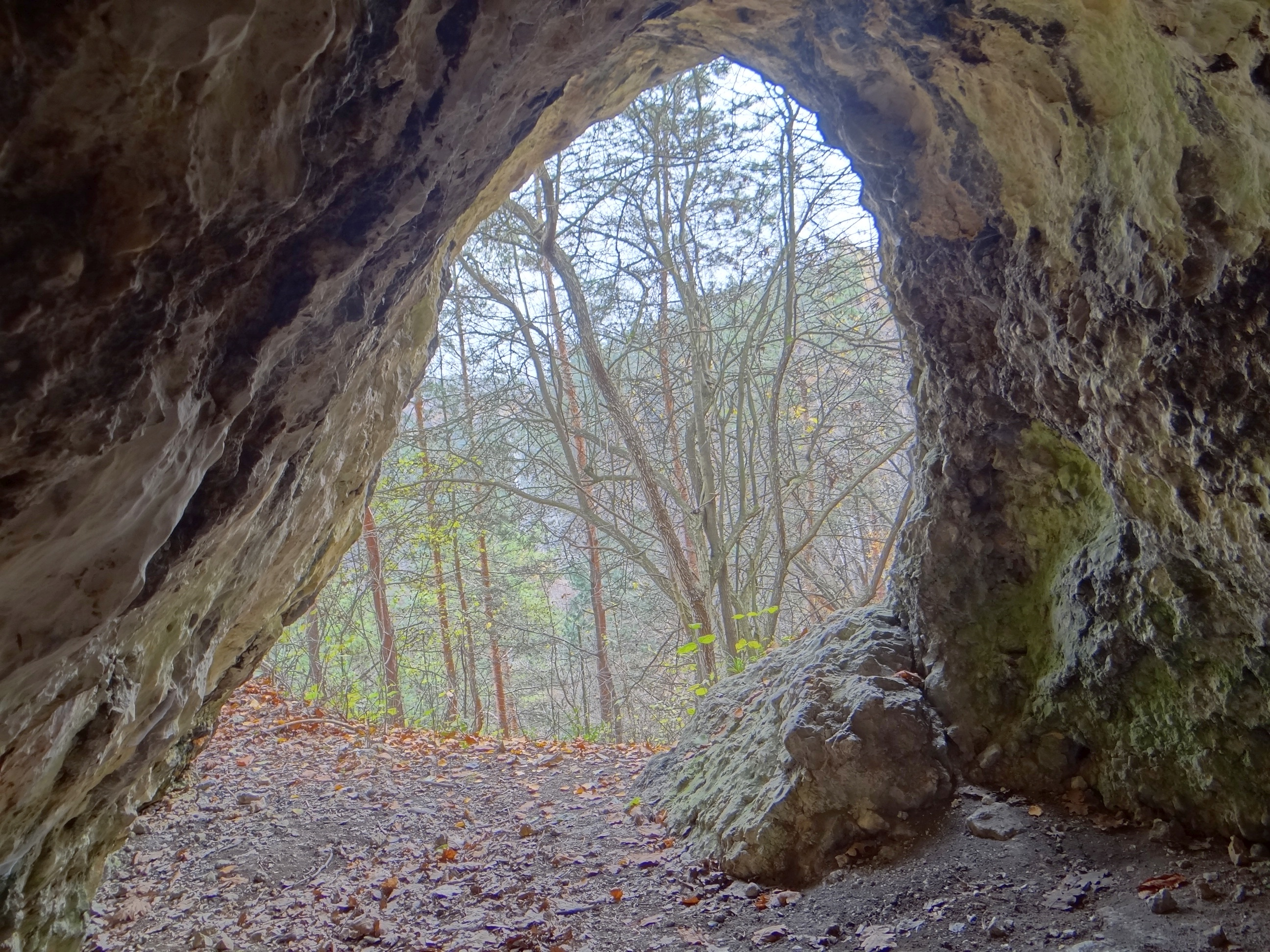
Widok z salki